# 서울시 공무원 간첩조작사건
서울시 공무원 간첩조작사건은 대한민국 국가정보원이 중화인민공화국 국적으로 조선민주주의인민공화국에 거주하던 전 서울특별시 공무원 유우성 씨가 조선민주주의인민공화국(북한)에 탈북자 정보를 누출하였다고 주장한 일명 '간첩조작사건'이다.
한편 중국동포 1명이 모텔에서 자살시도를 하며 유우성이 간첩이 맞긴맞다는 유서를 남겨 이 사건의 진위여부는 계속 논란이 되고 있다.
2014년 4월25일 무죄.

## 피고인 신분[3]
유우성은 (劉家剛, Liu Jiagang류자강 유가강)이라는 이름으로 북한 함경북도 회령시 오봉리에서 아버지 유진룡, 어머니 조인하 의 1남1녀 중국인으로 태어났다. 중국 국적자 화교 류자강은 1980년 10월~2004년 3월까지 북한 거주시에는 ‘류가강’, 2006년 5월 북·중 국경 출입시엔 타인 이름을 도용해 ‘조○○’, 2008년 1~7월 탈북자 신분으로 영국 난민신청하며 ‘조광일’이라는 가명을 사용했다.
북한에서 초·중·고등학교를 졸업하고 2001년경 3년제 경성의학전문대를 졸업 후 함경북도 회령시 제1인민병원에서 준의사(보조의사)로 2004년 2월경까지 근무하다 2004년 3월 탈북하였다. 류자강은 중국→라오스→타이를 거쳐 대한민국(한국)에 입국해 화교라는것을 거짓으로 숨기고 탈북자 출신 ‘유광일’ 이름으로 한국 국적을 취득했다.  
2007년 5월 중국 옌지(延吉)에 거주하는 외당숙 호구에 편입하면서 ‘劉家剛’이라는 이름으로 정식 중국인 호구 등록을 했다. (중국에 주민등록(호구)을 만든다.) 그가 한국 국적을 유지한 채 다른 이름(본명)으로 중국 호구를 취득한 것은 불법이 된다. 2010년에 한국에서 ‘유우성’으로 개명도 했다.
2007년 연세대학교 중어중문학과에 입학하였고 2011년 2월 연세대학교를 졸업.(탈북자 지원 정책의 빈틈을 노려 대학 등록금 혜택까지 받았다.)
2008년 1월 어학연수를 떠난다며 영국으로 간다. 유우성은 여기서 ‘탈북자 난민’으로 위장, 이름도 ‘조광일’로 바꾼다. (이름을 바꾼 이유는 한국에서 정부지원을 받아 정착했다는 사실이 드러나면 난민으로 인정받을 수 없기 때문에 다른 이름을 썼다.) ‘영국 거주 탈북 난민’이 된 유우성은 ‘조광일’ 명의로 난민자 카드를 발급받아 매주 지원금 40파운드(약 6만8000원)을 받으며 생활하다가 영국에서 난민으로 살기 힘들었는지 2008년 7월 한국으로 돌아와서 다시 이름을 ‘조광일’에서 ‘유광일’로 바꾼다. 2010년 9월 유광일은 다시 ‘유우성’으로 개명했다.
탈북자 신분을 이용 2011년 서울시의 복지정책과 계약직 공무원으로 채용됐다. 이탈주민 지방계약직공무원 채용' 전형을 통해 자신이 중국국적 화교라는 사실을 숨기고 서울특별시에서 지방계약직 공무원으로 일하며 북한이탈주민 관련 업무를 수행했다. 
신분 위장으로 한국 국적이 박탈된 유우성은 2015년  자신을 변호해 준 민변 변호사와 결혼하였다. 이후 두 자녀를 두고 있다며 결혼 특례를 활용하여 대한민국으로의 귀화를 신청했으나 범죄수사 및 처벌 경력으로 법무부가 불허 하였다.

## 수사 착수 과정
2005년 12월 경부터 북한이탈주민으로부터 제보를 받은 국가정보원은 유우성에 대한 내사 및 수사를 진행하였다. 사건을 이첩받은 경찰청은 2010년 6월 2일 공소시효가 남아 있던 ‘2007년 7월~9월 경 밀입북하였다’는 범죄사실에 대해 기소의견으로 검찰에 송치하였다. 2010년 7월 26일 검찰은 증거 부족을 이유로 밀입북 혐의를 불기소처분 하였고, 국가정보원은 그 후에도 류자강에 대한 내사를 진행하였다.
2012년 10월 경 류자강의 동생 통칭 ‘유가려’가 대한민국에 입국해 탈북자임을 주장하며 보호신청을 하였다. 이후 국가정보원 대공수사국은 산하 중앙합동신문센터에서 유가려를 조사하였다.
2012년 11월 1일부터 진행된 중앙합동신문센터 조사에서 유가려는 자신과 류자강이 함경도 회령시 보위부에 포섭된 간첩임을 자백하였고, 국가정보원은 이 자백을 근거로 2013년 1월 경 류자강을 체포하여 강제수사를 진행하였다. 2013년 1월 29일 국가정보원은 서울중앙지방검찰청으로 사건을 송치하였고, 2013년 2월 26일 검찰은 류자강을 구속 기소하였다.

## 언론 공개 이후
탈북자 정보를 누출했다는 주장에 대한 조작 논란 및 여동생에 대한 고문 논란이 있다. 국가정보원은 여동생 유가려를 2012년 10월부터 중앙합동신문센터에서 법정 한도인 6개월간 감금 조사하여 그가 화교라는 사실을 증언을 받았다. 또 정보를 주면 남한에서 살수 있게 하겠다고 회유했다고 한다.

## 재판
1심에서는 법원은 유우성에 대해 여권법과 북한이탈주민의 보호 및 정착지원에 관한 법률을 위반한 혐의로 징역 1년 집행유예 2년을 선고했지만, 간첩 혐의에 대해서는 무죄를 선고했다. 다만 불법 구금 상태에서 조사받은 것은 아니라고 판단했다. 검찰은 무죄 판결을 받은 간첩 혐의에 대해 항소하였고, 유우성은 북한이탈주민 지원금을 부정수급할 의사가 없었다고 항소했다. 여동생 유가려와 민변측은 유가려가 중앙합동신문센터에서 조사를 받는 동안 변호인의 접견이 차단당한 것이 위법하다는 항고 신청을 냈다. 이 신청은 법원에서 받아들여졌다. 2심에서는 1심과 같은 판결을 내렸으며, 유가려가 불법 구금 상태에서 모욕.강압적인 조사를 당했다고 결론내렸다. 중국 국적 화교라는 사실이 밝혀진 이상 북한이탈주민이 아니기 때문에 북한이탈주민법상 보호조치에 의한 조사를 할 수 없고 피의자로 조사를 해야 하지만 영장 청구를 하지 않고 170일간 불법 구금된 상태에서 조사를 했다고 결론냈다.
2015년 10월 29일 대법원은 유우성의 여권법 위반, 북한이탈주민의 보호 및 정착지원에 관한 법률 위반, 사기의 혐의를 인정해 징역 1년에 집행유예 2년, 추징금 2565만원을 선고하였으나, 간첩 혐의에 대해서는 무죄를 확정하였다.

## 공문서 위조 사건
중화인민공화국 정부가 2014년 2월 13일 국가정보원이 검찰을 통해 법원에 제출한 '서울시 공무원 간첩 사건' 관련한 출입경 기록, 출입경 기록을 발급한 사실이 있다고 확인한 사실조회서, 정황설명서에 대한 답변서 등 공문서가 모두 위조된 것이라고 공식 확인하며 위조 경위에 대해 수사에 착수하겠다고 밝혔다.
이후 대한민국에서는 대검찰청이 감식한 결과 검찰측이 제출한 문서와 변호인단이 확보한 문서가 서로 다른 것으로 확인되었다. 대검찰청은 검찰측이 제출한 문서가 위조되었을 가능성에 방점을 두고 수사를 진행할 예정이다.
2014년 3월 5일 국정원 협조자의 4장의 유서에서 자신이 구해온 중국 측 1개의 문서(정황설명서에 대한 답변서)가 위조된 것이라고 밝히고 국정원을 원망하는 글을 남겼다. 사실상 국정원 측 증거 문서 3건 가운데 1건은 사실상 위조됐다는 것이 드러난 셈이다. 또한 유서 내용 중 국정원의 큰 개혁이 필요하다고 주장하였다. 3월 14일 검찰 수사팀은 국정원 협조자에 대해 모해증거인멸죄ㆍ사문서위조행사죄로 구속영장을 청구하였고, 3월 15일 구속영장이 발부되었다. 유씨가 받고 있는 핵심 혐의인 간첩죄와 관련해 검찰이 재판부에 주요 증거로 제출했다 위조로 판명된 것인 만큼 국보법 무고·날조죄를 적용할 수 있다는 의견이 있다.
또한 3월 9일 서울시 간첩 사건 증거조작 사건 수사에서 국정원의 독촉에 가짜 영사 확인서를 만들었다. 국정원 소속 영사는 "처음엔 확인서 작성을 거부했지만 '국가정보원 대공수사국 본부의 거듭된 지시'로 어쩔 수 없이 가짜 확인서를 만들어 보내줬다"고 진술하였다. 수사팀은 영사를 사문서위조행사죄 등의 혐의로 입건하였다. 3월 12일 국정원 대공수사국 팀장이 가짜 ‘영사확인서’를 만드는 과정에서 주도적 역할을 한 것으로 확인되어 수사 중이다.
검찰은 압수수색 과정에서 대공수사국장실은 들어가지 않은 것으로 나타났다. 검찰이 제출해달라는 서류만 제출했다고 국정원은 밝혔다.
다른 문서와 나머지 문서 2건에 대한 사건도 확대대고 있으며, 따라서 국정원, 외교부, 법무부(검찰)의 관련자에 대한 강제 수사와 대 국정조사와 특검의 목소리도 점점 커지고 있다.

### 관련 내용

#### 진술서 조작 의혹
2014년 3월 10일 국정원 협력자의 지인은 '서울시 공무원 간첩 사건' 재판에 제출된 검찰 측 진술서 역시 조작되었다는 주장을 하였다.

#### 총영사관 영사 인증 도장 의혹
중국 선양에 있는 대한민국 총영사관의 영사 인증 도장도 문건에 따라 모양이 다르다는 의혹이 제기되어 검찰은 영사 인증 도장까지 위조된 건 아닌지 조사를 진행 중이다.

## 비판

### 수사에 대한 비판
1심 공판에 참여한 공소 유지 담당 검사가 2011년 9월부터 2013년 4월까지 1년8개월 동안 국정원 대공수사국에 파견되어 근무했던 사실이 드러났다. 위조 증거를 제출한 검사들에 대한 고발 사건을 병합해 수사해 달라고 수사팀에 요구했지만 거절했다고 밝혔다.

### 국정원에 대한 비판
정보원을 보호해야할 국정원이 주요 정보원의 신원을 노출시키고 증거조작 사건이 확산되자 하급 정보원에게 모든 혐의와 책임을 떠넘기는 '꼬리 자르기' 행태까지 보이는 것으로 알려지면서 대공 분야 수사를 주도해 온 국가정보원의 전반적인 수사 신뢰도도 크게 떨어지게 됐다. 또한 사건 발생 후 계속 말을 바꾸면서 방어적인 대응을 했고, 이로 인해 이미 국가정보원 여론 조작 사건으로 대한민국의 국민들이 국정원에 대해서 가지고 있던 불신을 자초 및 확산한 책임에서 자유로울 수 없다는 주장이 있다.

### 해외 언론
이번 사건에 대해서 해외 언론들도 우려를 표시했다.